# 下高井戸駅
下高井戸駅（しもたかいどえき）は、東京都世田谷区松原三丁目にある、京王電鉄の駅および東急電鉄の停留場である。

## 乗り入れ路線
京王電鉄京王線と、東急電鉄世田谷線の2路線が乗り入れ、各路線ごとに駅番号が付与されている。
- 京王電鉄： 京王線 - 駅番号「KO07」
- 東急電鉄： 世田谷線 - 駅番号「SG10」

## 歴史

### 京王電鉄
- 1913年（大正02年）4月15日：京王電気軌道（現・京王電鉄）の下高井戸駅として開設。
- 1938年（昭和13年）3月25日：日大前駅（にちだいまええき）へ改称。
- 1944年（昭和19年）5月31日：陸上交通事業調整法に基づき、東京急行電鉄（大東急、現・東急電鉄）が京王電気軌道を吸収合併、同社京王線の駅となる。同時に下高井戸駅へ再改称。
- 1948年（昭和23年）6月1日：大東急解体に伴う再編に伴い、京王帝都電鉄として分離独立。
- 1993年（平成05年）：橋上駅舎使用開始。
- 2014年（平成26年）2月28日：連続立体交差事業へ着手[1]。
- 2015年（平成27年）4月1日：副駅名として「日本大学 文理学部 最寄駅」を導入[2]。
- 2020年（令和02年）4月12日：副駅名標撤去[要出典]。

### 東急電鉄
- 1925年（大正14年）5月1日：開設。

### 駅名の由来
当駅に近接する杉並区下高井戸は甲州街道の宿場（高井戸宿）であり、高井戸の名は宗源寺の不動尊高井堂が変化したものである。また、旧駅名の「日大前駅」は、近くに日本大学予科・高等師範科（現在の日本大学文理学部）があることに由来していた。

## 駅構造

### 京王電鉄
相対式ホーム2面2線を有する地上駅。橋上駅舎を備える。急カーブ上にあるため、上り線に60km/h、下り線に65km/hの速度制限があり、通過列車は低速通過する。
京王東管区所属。ホームと改札口間、改札口と地上間をそれぞれ連絡するエレベーターが設置されている。トイレは上りホームにあり、「だれでもトイレ」（多機能トイレ）も設置されている。
1993年に現行の駅舎が竣工する前は上下線別の駅舎であった。また、隣接する踏切（下高井戸1号踏切）は同年に自動化されるまで係員が手動で遮断機を操作する第1種乙踏切であった。当駅にあった手動式踏切設備は京王資料館（通常は非公開）に保存されている。
2010年（平成22年）末頃、改札口前にLCD式、ホームにLED式発車標が新設された。
2015年（平成27年）4月1日より「日本大学文理学部最寄駅」の副駅名標が設置された。2020年（令和2年）4月現在撤去されている。
高架化後も、現在同様相対式ホーム2面2線となる予定である。

#### のりば

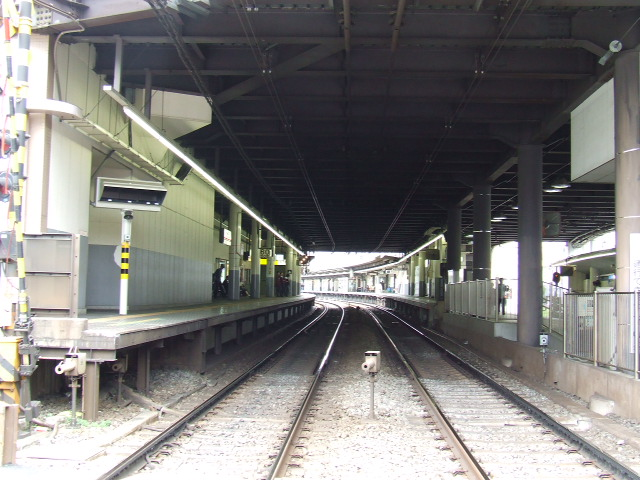
京王線 駅構内 ホームが大きく曲がっている （2007年10月）

| 番線 | 路線   | 方向 | 行先                                 |
| ---- | ------ | ---- | ------------------------------------ |
| 1    | 京王線 | 下り | 調布・橋本・京王八王子・高尾山口方面 |
| 2    | 京王線 | 上り | 明大前・笹塚・新宿・ 都営新宿線方面  |

- ホームが湾曲している。

- 京王線 駅構内
ホームが大きく曲がっている
（2007年10月）

### 東急電鉄
頭端式ホーム2面1線を有する地上駅。ホームは京王線下り方面ホーム沿いに立地する。世田谷線運賃収受は基本的に車内実施であるが、当停留場には有人改札口がある。但し、乗車専用ホーム松原寄り改札口は夕方と平日朝ラッシュ時のみの営業である。また、降車専用ホームは当駅東西を連絡する自由通路の役割もある。
トイレは降車専用ホーム三軒茶屋寄りにあり（管理は世田谷区）、多機能トイレもあるが、当初オストメイトに対応していなかった。2013年（平成25年）に対応化されたが、多くの駅で見られるものと違い手順の煩雑なものである。
京王線と世田谷線ホームは隣接しており、軌間は同じ1,372 mmであることから、第二次世界大戦中は玉川線大橋工場と京王線桜上水工場間を結ぶ部品配給列車を運行させるために線路も接続されていた。ただし、旅客列車直通運転などが行われたことはない。
東急電鉄で最北端に位置する停留場である（鉄道線に限定した場合は渋谷駅）。

#### のりば
| ホーム | 路線     | 方向 | 行先               |
| ------ | -------- | ---- | ------------------ |
| 北側   | 世田谷線 | 上り | 上町・三軒茶屋方面 |
| 南側   | 世田谷線 | 下り | （降車専用）       |

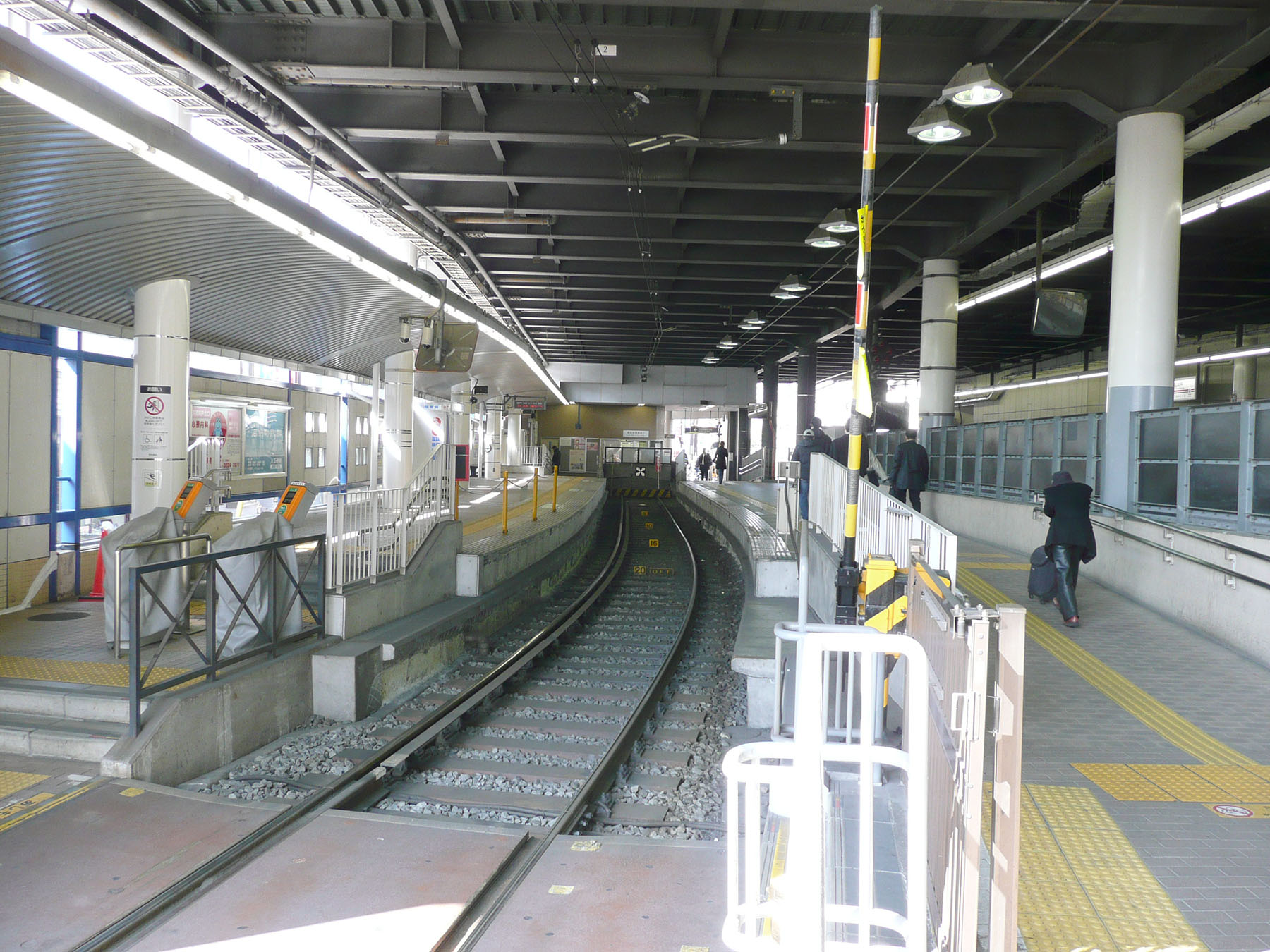
松原方から見たホーム（2011年2月）

## 利用状況
- 京王電鉄 - 2024年度（令和6年度）の1日平均乗降人員は39,216人である[京王 1]。
同じ京王線系統の駅で急行・区間急行停車駅の桜上水駅より利用者が多く、快速・各停のみの停車駅では最も多い。
- 東急世田谷線 - 当駅だけの1日平均乗車人員は公表されていない。世田谷線全線での1日平均乗車人員は東急世田谷線#利用状況を参照のこと。

京王電鉄の近年の1日平均乗降・乗車人員の推移は以下の通り。
| 年度               | 1日平均 乗降人員 | 1日平均 乗車人員 | 出典              |
| ------------------ | ---------------- | ---------------- | ----------------- |
| 1955年（昭和30年） | 32,401           |                  |                   |
| 1956年（昭和31年） |                  | 16,339           | [ 東京都統計 1 ]  |
| 1957年（昭和32年） |                  | 17,251           | [ 東京都統計 2 ]  |
| 1958年（昭和33年） |                  | 15,495           | [ 東京都統計 3 ]  |
| 1959年（昭和34年） |                  | 19,782           | [ 東京都統計 4 ]  |
| 1960年（昭和35年） | 39,269           | 19,978           | [ 東京都統計 5 ]  |
| 1961年（昭和36年） | 42,450           | 21,655           | [ 東京都統計 6 ]  |
| 1962年（昭和37年） | 44,898           | 22,707           | [ 東京都統計 7 ]  |
| 1963年（昭和38年） | 48,557           | 24,450           | [ 東京都統計 8 ]  |
| 1964年（昭和39年） | 50,451           | 25,221           | [ 東京都統計 9 ]  |
| 1965年（昭和40年） | 51,540           | 25,734           | [ 東京都統計 10 ] |
| 1966年（昭和41年） | 51,454           |                  | [ 東京都統計 11 ] |
| 1967年（昭和42年） |                  | 26,063           | [ 東京都統計 12 ] |
| 1968年（昭和43年） |                  | 24,610           | [ 東京都統計 13 ] |
| 1969年（昭和45年） |                  | 24,959           | [ 東京都統計 14 ] |
| 1970年（昭和45年） | 50,003           | 24,792           | [ 東京都統計 15 ] |
| 1972年（昭和48年） | 53,436           | 26,055           | [ 東京都統計 16 ] |
| 1973年（昭和48年） | 54,011           | 26,211           | [ 東京都統計 17 ] |
| 1974年（昭和49年） | 53,882           | 25,978           | [ 東京都統計 18 ] |
| 1975年（昭和50年） | 52,028           | 25,322           | [ 東京都統計 19 ] |
| 1976年（昭和51年） | 47,643           | 23,592           | [ 東京都統計 20 ] |
| 1977年（昭和52年） | 46,097           | 22,668           | [ 東京都統計 21 ] |
| 1978年（昭和53年） | 44,587           | 21,827           | [ 東京都統計 22 ] |
| 1979年（昭和54年） | 42,885           | 21,404           | [ 東京都統計 23 ] |
| 1980年（昭和55年） | 42,720           | 21,162           | [ 東京都統計 24 ] |
| 1981年（昭和56年） | 40,940           | 20,641           | [ 東京都統計 25 ] |
| 1982年（昭和57年） | 40,223           | 20,375           | [ 東京都統計 26 ] |
| 1983年（昭和58年） | 40,531           | 20,504           | [ 東京都統計 27 ] |
| 1984年（昭和59年） | 41,738           | 21,299           | [ 東京都統計 28 ] |
| 1985年（昭和60年） | 42,464           | 21,690           | [ 東京都統計 29 ] |
| 1986年（昭和61年） | 43,809           | 22,413           | [ 東京都統計 30 ] |
| 1987年（昭和60年） | 44,670           | 22,883           | [ 東京都統計 31 ] |
| 1988年（昭和63年） | 46,265           | 23,389           | [ 東京都統計 32 ] |
| 1989年（平成元年） | 45,704           | 23,095           | [ 東京都統計 33 ] |
| 1990年（平成02年） | 46,137           | 23,203           | [ 東京都統計 34 ] |
| 1991年（平成03年） | 47,422           | 23,699           | [ 東京都統計 35 ] |
| 1992年（平成04年） | 47,156           | 23,384           | [ 東京都統計 36 ] |
| 1993年（平成05年） | 47,015           | 23,268           | [ 東京都統計 37 ] |
| 1994年（平成06年） | 46,974           | 23,260           | [ 東京都統計 38 ] |
| 1995年（平成07年） | 46,768           | 23,126           | [ 東京都統計 39 ] |
| 1996年（平成08年） | 46,965           | 23,359           | [ 東京都統計 40 ] |
| 1997年（平成09年） | 46,016           | 22,893           | [ 東京都統計 41 ] |
| 1998年（平成10年） | 46,547           | 23,077           | [ 東京都統計 42 ] |
| 1999年（平成11年） | 46,000           | 22,719           | [ 東京都統計 43 ] |
| 2000年（平成12年） | 46,138           | 22,685           | [ 東京都統計 44 ] |
| 2001年（平成13年） | 46,461           | 22,957           | [ 東京都統計 45 ] |
| 2002年（平成14年） | 46,258           | 22,778           | [ 東京都統計 46 ] |
| 2003年（平成15年） | 46,060           | 22,737           | [ 東京都統計 47 ] |
| 2004年（平成16年） | 45,475           | 22,436           | [ 東京都統計 48 ] |
| 2005年（平成17年） | 45,420           | 22,537           | [ 東京都統計 49 ] |
| 2006年（平成18年） | 44,938           | 22,412           | [ 東京都統計 50 ] |
| 2007年（平成19年） | 45,783           | 22,859           | [ 東京都統計 51 ] |
| 2008年（平成20年） | 45,939           | 22,924           | [ 東京都統計 52 ] |
| 2009年（平成21年） | 45,106           | 22,476           | [ 東京都統計 53 ] |
| 2010年（平成22年） | 44,318           | 22,085           | [ 東京都統計 54 ] |
| 2011年（平成23年） | 44,009           | 21,760           | [ 東京都統計 55 ] |
| 2012年（平成24年） | 44,239           | 21,882           | [ 東京都統計 56 ] |
| 2013年（平成25年） | 44,270           | 22,072           | [ 東京都統計 57 ] |
| 2014年（平成26年） | 44,039           | 21,964           | [ 東京都統計 58 ] |
| 2015年（平成27年） | 44,407           | 21,965           | [ 東京都統計 59 ] |
| 2016年（平成28年） | 44,848           | 22,241           | [ 東京都統計 60 ] |
| 2017年（平成29年） | 45,586           | 22,627           | [ 東京都統計 61 ] |
| 2018年（平成30年） | 45,307           | 22,534           | [ 東京都統計 62 ] |
| 2019年（令和元年） | 44,833           | 22,281           | [ 東京都統計 63 ] |
| 2020年（令和02年） | 29,914           | 14,904           | [ 東京都統計 64 ] |
| 2021年（令和03年） | 32,729           |                  |                   |
| 2022年（令和04年） | 38,221           |                  |                   |
| 2023年（令和05年） | 38,890           |                  |                   |
| 2024年（令和06年） | 39,216           |                  |                   |

## 駅周辺
当駅は世田谷区に所在するが、杉並区との区境が至近にある。

### 教育機関
- 日本大学文理学部・大学院文学研究科及び総合基礎科学研究科・日本大学櫻丘高等学校
- 東京都立松原高等学校
- 世田谷区立松沢小学校
- 世田谷区立松沢中学校

### 郵便局・金融機関
- 世田谷赤堤郵便局
- 昭和信用金庫 下高井戸支店

### 店舗
- 啓文堂書店：駅構内。
- 下高井戸商店街
- 下高井戸シネマ
- 下高井戸駅前市場
- スーパーバリュー ロピア 松原店

### 交通
- 国道20号（甲州街道）
- 首都高速4号新宿線
- 東京都道427号瀬田貫井線
- 京王井の頭線永福町駅

### バス路線
下高井戸駅入口（甲州街道沿い）
- 京王バス
  - すぎ丸 さくら路線：浜田山駅南行（桜上水駅入口・上北沢駅入口・柏の宮公園入口経由）

## 隣の駅
京王電鉄
 京王線
■特急・■急行・■区間急行
通過
■快速・■各駅停車
明大前駅 (KO06) - 下高井戸駅 (KO07) - 桜上水駅 (KO08)
東急電鉄
 世田谷線
松原駅 (SG09) - 下高井戸駅 (SG10)